# Master Chief Petty Officer of the Navy
Le Master Chief Petty Officer of the Navy (MCPON) est un rang unique d'officier non-commissionné de l'United States Navy, correspondant à l'identifiant E-9. Le détenteur de ce rang est l'officier non-commissionné le plus haut gradé de toute la Navy, grade équivalent à ceux de Senior Enlisted Advisor to the Chairman, Sergeant Major of the Army, Sergeant Major of the Marine Corps, Chief Master Sergeant of the Air Force, Master Chief Petty Officer of the Coast Guard et Senior Enlisted Advisor for the National Guard Bureau.
Il est nommé par le chef des opérations navales pour servir de porte-parole au personnel de la Navy ne faisant pas partie des officiers.

## Liste des Master Chief Petty Officers of the Navy
| Numéro | Nom                 | Photographie | Période                               |
| ------ | ------------------- | ------------ | ------------------------------------- |
| 1      | Delbert Black       |              | 13 janvier 1967 - 1er avril 1971      |
| 2      | John Whittet        |              | 1er avril 1971 - 25 septembre 1975    |
| 3      | Robert Walker       |              | 25 septembre 1975 - 28 septembre 1979 |
| 4      | Thomas S. Crow      |              | 28 septembre 1979 - 1er octobre 1982  |
| 5      | Billy C. Sanders    |              | 1er octobre 1982 - 4 octobre 1985     |
| 6      | William H. Plackett |              | 4 octobre 1985 - 9 septembre 1988     |
| 7      | Duane R. Bushey     |              | 9 septembre 1988 - 28 août 1992       |
| 8      | John Hagan          |              | 28 août 1992 - 27 mars 1998           |
| 9      | James L. Herdt      |              | 27 mars 1998 - 22 avril 2002          |
| 10     | Terry D. Scott      |              | 22 avril 2002 - 10 juillet 2006       |
| 11     | Joe R. Campa        |              | 10 août 2006 - 12 décembre 2008       |
| 12     | Rick D. West        |              | 12 décembre 2008 - 28 septembre 2012  |
| 13     | Michael D. Stevens  |              | 28 septembre 2012 - 2 septembre 2016  |
| 14     | Steven S. Giordano  |              | 2 septembre 2016 - 29 août 2018       |
| 15     | Russell L. Smith    |              | 29 août 2018 - Présent                |